# Джим с Пиккадилли (2005)
«Джим с Пиккадилли» (англ. Piccadilly Jim) — экранизация романа Вудхауза «Джим с Пиккадилли», адаптированная сценаристом Джулианом Феллоузом. Фильм был представлен на кинофестивале Трайбека 22 апреля 2005 года. Режиссёр — Джон Маккей.

## Сюжет
Джимми Крокер, под прозвищем «Джим с Пиккадилли», проводит всё время в вечеринках и известен в Америке и Лондоне разгульным поведением и драками. Своим поведением он угрожает репутации своей мачехи, Евгении Крокер, которая хочет получить пэрство для превосходства над сестрой, Нестой Петт. Отец Джимми — Бингли Крокер — не любит жизнь высокого общества, он хочет вернуться к актёрству. Однажды на улице Джимми Крокер встречает Энн Честер и влюбляется в неё. Энн — племянница мужа Несты, она живёт вместе с семьёй Петтов в Лондоне. Хотя она ни разу его не видела, Честер ненавидит Крокера за то, что будучи репортёром он высмеял её первый сборник стихотворений (на самом деле Джимми уже не работал в редакции, отзыв был опубликован под его именем). После встречи с сестрой, Неста Петт решает вернуться в Америку с семьёй, она также забирает с собой Бингли Крокера, который притворяется дворецким. За ними следует влюблённый Джим.

## Актёры
| Актёр            | Роль           |
| ---------------- | -------------- |
| Сэм Рокуэлл      | Джимми Крокер  |
| Фрэнсис О’Коннор | Энн Честер     |
| Том Уилкинсон    | Бингли Крокер  |
| Бренда Блетин    | Неста Петт     |
| Эллисон Дженни   | Евгения Крокер |
| Остин Пенделтон  | Питер Петт     |
| Хью Бонневилль   | Лорд Уисбич    |
| Джефри Палмер    | Бэйлис         |

## Отзывы и критика
Ронни Шиб из Variety невысоко оценила фильм. Она отметила слабую игру Фрэнсис О’Коннор и тяжеловесность сценария. По мнению Криса Барсанти фильм под управлением Джон Маккея не имеет общего стиля, он прыгает от фарса к мелодраме затем к лёгкой комедии, добавлены бессмысленные анахронизмы (в фильме есть элементы жизни 1930-х, 1950-х и 1970-х годов). Барсанти полагает, что актёрский состав семьи Крокеров был подобран идеально, однако игра Фрэнсис О’Коннор является основной причиной неудачи фильма.